# Theobald de Dillon
Pour les articles homonymes, voir Dillon.
Theobald Hyacinthe, comte de Dillon (count of Dillon), né le 22 juillet 1745 à Dublin (Irlande), mort le 29 avril 1792 à Lille, est un général de brigade de la Révolution française.

## Biographie
Issu d'une famille noble irlandaise, il est le fils de Thomas Dillon Hussey (Château de Chevaux à La Ferté-Saint-Aubin) et Marie Hussey de comté Meath. Theobald était un cousin éloigné de l'évêque Arthur Richard Dillon et du général Arthur Dillon (qui avait aussi un frère nommé Theobald). Le père de Theobald de Dillon s'établit dans la Sologne aux environs d'Orléans alors que son oncle, Robert Dillon, s'installa à Bordeaux.

### Avant la Révolution
Cadet au régiment de Dillon à partir de 1762, puis lieutenant et capitaine au régiment de Dillon-Infanterie, il participe à la guerre d'Indépendance des États-Unis. Il est notamment à l'attaque de la Grenade le 4 juillet 1779 et au siège de Savannah en septembre. Colonel commandant du régiment Dillon en 1788.

### Sous la Révolution
Maréchal de camp le 25 août 1791, il est affecté à l'armée du Nord en 1792 sur la frontière de Flandre, sous les ordres de Rochambeau.
Il est victime de la défiance et de l'indiscipline de ses troupes. Ayant, d'après ses instructions, évité le combat que lui offrait une division ennemie à Marquain, ses soldats croient qu'il trahit et le massacrent,, le 29 avril 1792, lui ainsi que son aide de camp et le directeur des fortifications, Pierre-François Berthois, qui est pendu aux créneaux de la ville de Lille.
La Convention punit de mort ses assassins et lui décerne les honneurs du Panthéon de Paris.
Theobald de Dillon vécut maritalement avec sa maîtresse Joséphine Viefville, pendant neuf ans. La veille de sa mort le 28 avril 1792, il rédige son testament, où figurent les lignes suivantes : « Je n'ai pas eu le temps d'épouser Joséphine […]. Elle est mère de mes trois enfants et de celui qui vient de naître aujourd'hui. Je leur laisse tout ce que je possède […]. J'espère que ma famille voudra bien les reconnaître. » L'Assemblée nationale accorde une pension à sa maîtresse. La décision de pensionner une concubine fait scandale.

## Sources
- Jules Michelet, Révolution française
- Jacques Godechot,  Chronique de la Révolution française
- Paul Marmottan,  Le général Fromentin et l'Armée du Nord 1792-1794, 1891,En ligne